# Казалангуїда
Казалангуїда, Казаланґуїда (італ. Casalanguida) — муніципалітет в Італії, у регіоні Абруццо, провінція К'єті.
Казалангуїда розташована на відстані близько 170 км на схід від Рима, 100 км на схід від Л'Аквіли, 45 км на південний схід від К'єті.
Населення — 951 особа (2014).
Щорічний фестиваль відбувається 12 травня. Покровитель — святий Миколай.

## Демографія
Населення за роками:

Станом на 1 січня 2023 року в муніципалітеті офіційно проживало 69 іноземців з 15 країн, серед них 28 громадян країн Євросоюзу та 1 громадянин України.

## Сусідні муніципалітети
- Атесса
- Карпінето-Сінелло
- Джиссі